# San Antonio (Corrientes)
San Antonio es una localidad argentina, situada en la costa nordeste de la isla Apipé Grande, departamento Ituzaingó, provincia de Corrientes. Es sede del municipio de Apipé, que abarca toda la isla, incluyendo otras poblaciones menores como Colonia Uriburu. Se halla situada sobre el brazo San José Mi, uno de los brazos en que se divide en esta zona el río Paraná, a la altura del kilómetro 1460 de dicho río. El municipio comprende también las islas Los Patos, 4 Hermanas, y otras.
La carta orgánica municipal establece:

Artículo 1.- El nombre San Antonio Isla Apipé Grande es la denominación de este Municipio. Los documentos oficiales e instrumentos públicos deben mencionar la denominación "Municipalidad de San Antonio Isla Apipé Grande".

## Vías de comunicación
No tiene comunicación vial con el resto de la provincia, sólo se accede por lancha atravesando el río Paraná desde el puerto de Ituzaingó hasta el muelle de la localidad. Internamente se comunica con las poblaciones de Colonia Uriburu y Vizcaíno a través de un camino de tierra.

## Turismo
La isla es reserva provincial, y San Antonio es el único centro poblado con capacidad de prestación básica de servicios, por lo que las expediciones a la isla parten desde aquí.

## Población
Cuenta con 1 049 habitantes (Indec, 2010), lo que representa un incremento del 16,7% frente a los 899 habitantes (Indec, 2001) del censo anterior.
| Gráfica de evolución demográfica de San Antonio entre 1991 y 2010 |
|                                                                   |
| Fuente: Censos nacionales del INDEC                               |